# 城市探险
城市探险，也称为都市探险、都市探索（英語：Urban exploration，缩写UrbEx）等，是指对人造结构的探索。探索对象通常是废弃的建筑物，或者是某些未废弃建筑物的不为人知的隐藏部分。在城市探险中，很多人会进行摄影，有时会伴随着对历史事件的探索。
城市探险存在各种风险，这也包括法律风险。如果非法进行活动，可能会被惩罚。与城市探索相关的一些活动如违反了当地法律法规，可能会被视为非法侵入或侵犯隐私。

## 探险地点

### 废墟
废墟可能是最热门的城市探险地点。很多废墟最开始由本地人进入，并且可能有涂鸦或其他形式的破坏公物，而另一些则保存得更好。尽管各国各地的可供探索的地点各不相同，但游乐园、谷物升降机、工厂、发电厂、导弹发射井、防空洞、医院、收容所、监狱、学校、贫民房和疗养院等地区通常会备受瞩目。
废墟在日本非常常见，这可能由日本过于快速的工业化、二战时的破坏、80年代的房地产泡沫以及2011年东日本大地震和海啸造成。

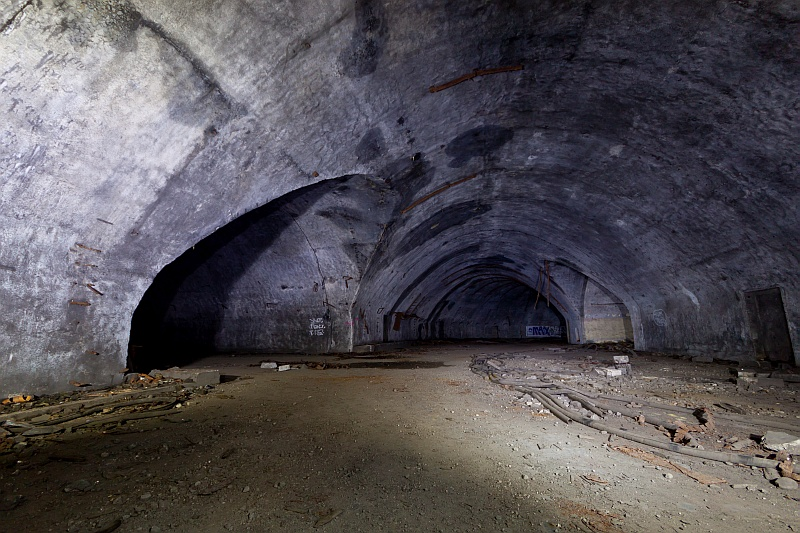
泽尔贾瓦的地下军用机场

在波斯尼亚和黑塞哥维那坐落着泽尔贾瓦空军基地（Željava Air Base），一个大型的地下设施。它与1992年被废弃。它位于普列塞维察山（Plješevica mountain）下，靠近比哈奇市（Bihać）。它曾是南斯拉夫最大的地下机场，南斯拉夫的空军基地，欧洲最大的空军基地之一。它有着总长3.5千米的隧道和一些大型设备。现如今，它已成为热门的城市探索景点。然而，1990年波斯尼亚战争所遗留的地雷仍可能存在于此处。
很多废墟探索者发现了无人居住建筑的破损的美感，有些探索者也是记录所见所闻的自由摄影师，例如那些记述苏联基础设施的人。

### 仍在使用的建筑

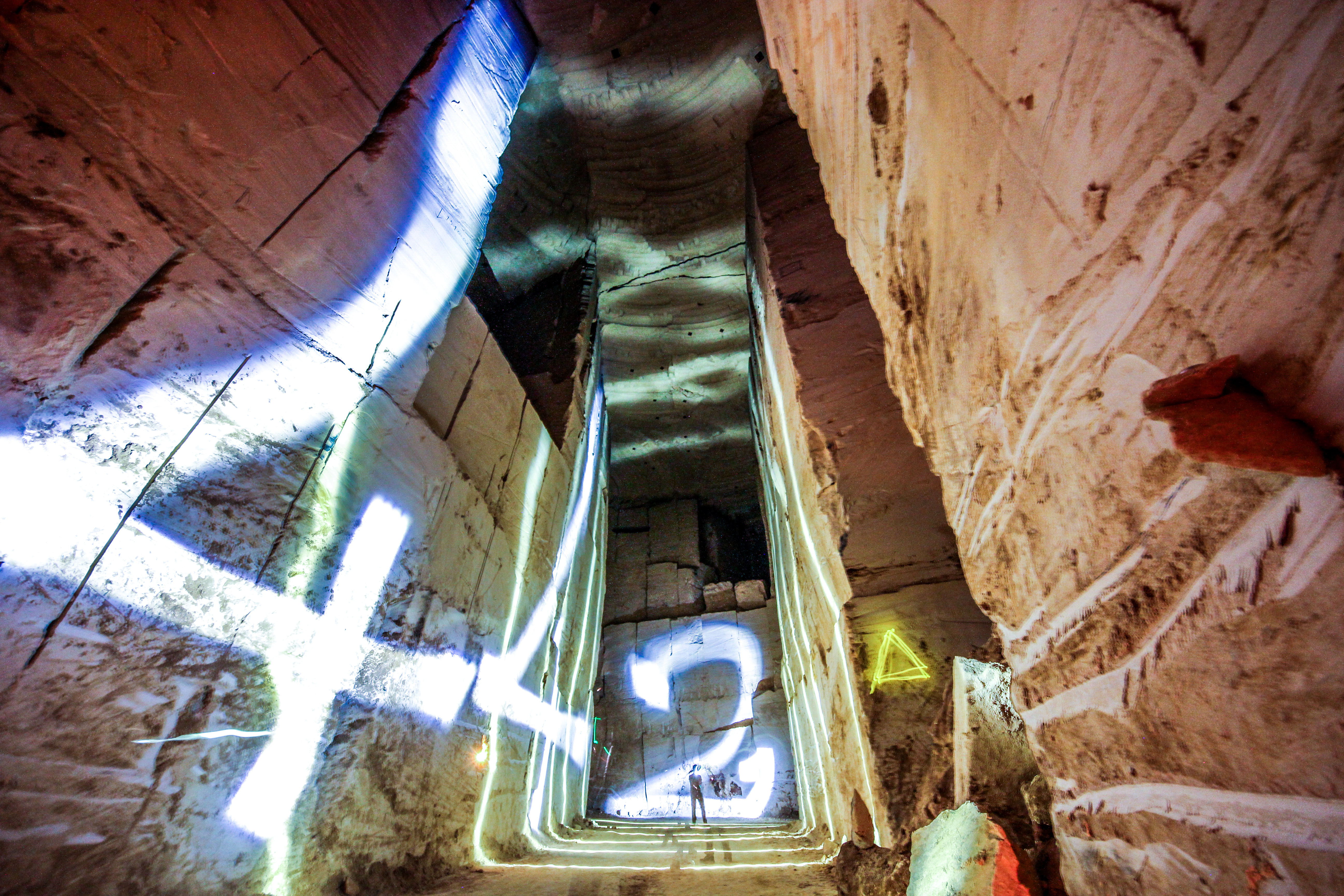
法国一个石灰岩采石场内的光繪

另一种城市探险是探索仍在使用的建筑，包括“闲人勿进”区域、机械室、屋顶、电梯机房、长久未被使用的楼层等建筑中不为人知的部分。
"infiltration"（意为渗透）一词通常与探索仍在使用的建筑有关。某些场所禁止外人进入，蓄意进入的探险者可能会侵权。